# Skjaldbreið
Skjaldbreið är en kulle i republiken Island. Den ligger i regionen Norðurland vestra, 220 km norr om huvudstaden Reykjavík. Toppen på Skjaldbreið är 200 meter över havet, eller 55 meter över den omgivande terrängen. Bredden vid basen är 1,3 km.
Trakten runt Skjaldbreið är nära nog obefolkad, med mindre än två invånare per kvadratkilometer. Närmaste större samhälle är Skagaströnd, omkring 17 kilometer söder om Skjaldbreið. Trakten runt Skjaldbreið består i huvudsak av gräsmarker.